# مرده مثل من
مرده مثل من (انگلیسی: Dead Like Me) یک مجموعه تلویزیونی کمدی-درام آمریکایی با بازی الن میوث و مندی پتینکین در نقش دروگران مرگ است که در سیاتل، واشینگتن زندگی و کار می‌کنند. این نمایش که در ونکوور، بریتیش کلمبیا فیلمبرداری شد، توسط برایان فولر برای شبکه شوتایم ساخته شد، که به مدت دو فصل (۰۴–۲۰۰۳) اجرا شد. فولر سریال را به دلیل تفاوت‌های خلاقانه در پنج قسمت از فصل اول ترک کرد. کارگردانی خلاقانه توسط تهیه‌کنندگان اجرایی John Masius و Stephen Godchaux بر عهده گرفته شد. این مجموعه عموما نقدهای مثبتی داشت.
جورجیا «جورج» لاس (الن میوث) هجده ساله، قهرمان و راوی سریال است. جورج در اوایل قسمت اول می‌میرد و تبدیل به یکی از «مردگان متحرک»، «دروگر مرگ» می‌شود. جورج به زودی متوجه می‌شود که کار دروگر مرگ این است که روح افراد را، ترجیحاً درست قبل از مرگ، از بین ببرد و آنها را تا زمانی که به زندگی پس از مرگ خود ادامه دهند، همراهی کند. مرگ جورج مادرش (سینتیا استیونسون) و بقیه اعضای خانواده اش را در زمانی که روابط او با آنها در وضعیت متزلزلی قرار داشت پشت سر گذاشت. این نمایش تجربیات یک تیم کوچک از چنین دروگران و همچنین تغییرات جورج و خانواده‌اش را در برخورد با مرگ جورج بررسی می‌کند.